# 낙동강 칠백리
"낙동강 칠백리"는 1963년 공개된 대한민국의 영화이다.

## 배역
- 최무룡
- 김지미
- 김진규